# Gornja Vrućica (Trpanj)
Gornja Vručica is een plaats in de gemeente Trpanj in de Kroatische provincie Dubrovnik-Neretva. De plaats telt 62 inwoners (2001).